# Bubodens
Bubodens is een uitgestorven zoogdier uit de familie Taeniolabididae van de Multituberculata. Dit dier leefde tijdens het Laat-Krijt in Noord-Amerika. Er is één soort bekend, B. magnus.

## Fossiele vondsten
Fossiel materiaal van Bubodens is gevonden in de Fox Hills-formatie in de Amerikaanse staat South Dakota en dateert uit het Midden-Maastrichtien, waarmee de Bubodens de oudst bekende soort uit de Taeniolabididae is.

## Kenmerken
Met het formaat van een Alpenmarmot en een geschat gewicht van 5250 gram was Bubodens  de grootste Mesozoïsche multituberculaat en een van de grotere Mesozoïsche zoogdieren in het algemeen.